# Peter Cushing
Peter Wilton Cushing, OBE (Kenley, 26 maggio 1913 – Canterbury, 11 agosto 1994), è stato un attore britannico, noto in particolare come protagonista di film dell'orrore prodotti dalla casa cinematografica britannica Hammer Film, per il ruolo del Grand Moff Tarkin nel film Guerre stellari (1977) e per il ruolo del Dottore nei due film ispirati alla serie televisiva Doctor Who degli anni sessanta, 
Dr. Who and the Daleks e Daleks - Il futuro fra un milione di anni.
Volto tra i più noti della TV e del cinema inglese, a partire dagli anni cinquanta divenne celebre come interprete del cacciatore di vampiri Abraham Van Helsing, oltre che per il ruolo del barone Victor Frankenstein e per quello dell'investigatore Sherlock Holmes, in pellicole prodotte dalla Hammer Film Productions. Negli anni sessanta e settanta fu presente in molti film horror a episodi dell'Amicus Productions.
Tra le altre interpretazioni, da ricordare è il ruolo del protagonista nelle pellicole non canoniche ispirate alla serie Doctor Who. Convinto vegetariano per quasi tutta la propria vita, fu inoltre patrocinatore della Vegetarian Society dal 1987 fino alla morte.

## Biografia

### Giovinezza
Nato a Kenley, sobborgo di Londra, Inghilterra, da Nellie Marie King e George Edward Cushing, sin da ragazzo si appassionò alla recitazione e al teatro; interesse tuttavia ostacolato dalla famiglia, che voleva per lui un lavoro più sicuro. Ciononostante nel 1936, dopo aver frequentato la Purley Secondary School, Peter decise di dedicarsi al teatro, prima come assistente dietro le quinte ed in seguito come attore. Alla fine degli anni trenta riscosse un notevole successo in diverse produzioni teatrali nel Regno Unito, decidendo, nel 1939, di trasferirsi in America per tentare la fortuna a Hollywood. Esordì in La maschera di ferro (1939) di James Whale, cui seguirono diversi piccoli ruoli in film quali Noi siamo le colonne (1940), con Stanlio e Ollio, e Angeli della notte (1940), che tuttavia lo lasciarono insoddisfatto. Allo scoppio della seconda guerra mondiale ritornò in Inghilterra, dove incontrò la futura moglie Violete Helene Beck, che gli resterà al fianco per tutta la vita.

### Prime attività
Nell'immediato dopoguerra ritornò in attività, lavorando soprattutto alla radio e in teatro, finché, nel 1948, il regista Laurence Olivier gli offrì il ruolo di Osric nel film Amleto (1948).
Negli anni successivi consolidò la sua fama come star di punta della tv inglese, prendendo parte ad una serie di sceneggiati televisivi di notevole successo (spesso interpretati in diretta, secondo l'uso dell'epoca), vincendo per due anni di seguito il Daily Mail National Television Award. Nel 1952 interpretò il ruolo di Mr. Darcy in Orgoglio e pregiudizio, cui seguirono, sempre per la BBC, le interpretazioni di Winston Smith in una fortunata versione (trasmessa nel 1954) del romanzo di George Orwell 1984, sceneggiata da Nigel Kneale, e di Riccardo II d'Inghilterra in Richard of Bordeaux (1955) e la serie televisiva Epitaph for a Spy (1953). Contemporaneamente iniziò a decollare anche la carriera cinematografica, che lo vide tra gli interpreti di film di successo come Moulin Rouge (1952) e La fine dell'avventura (1955).

### Il periodo Hammer

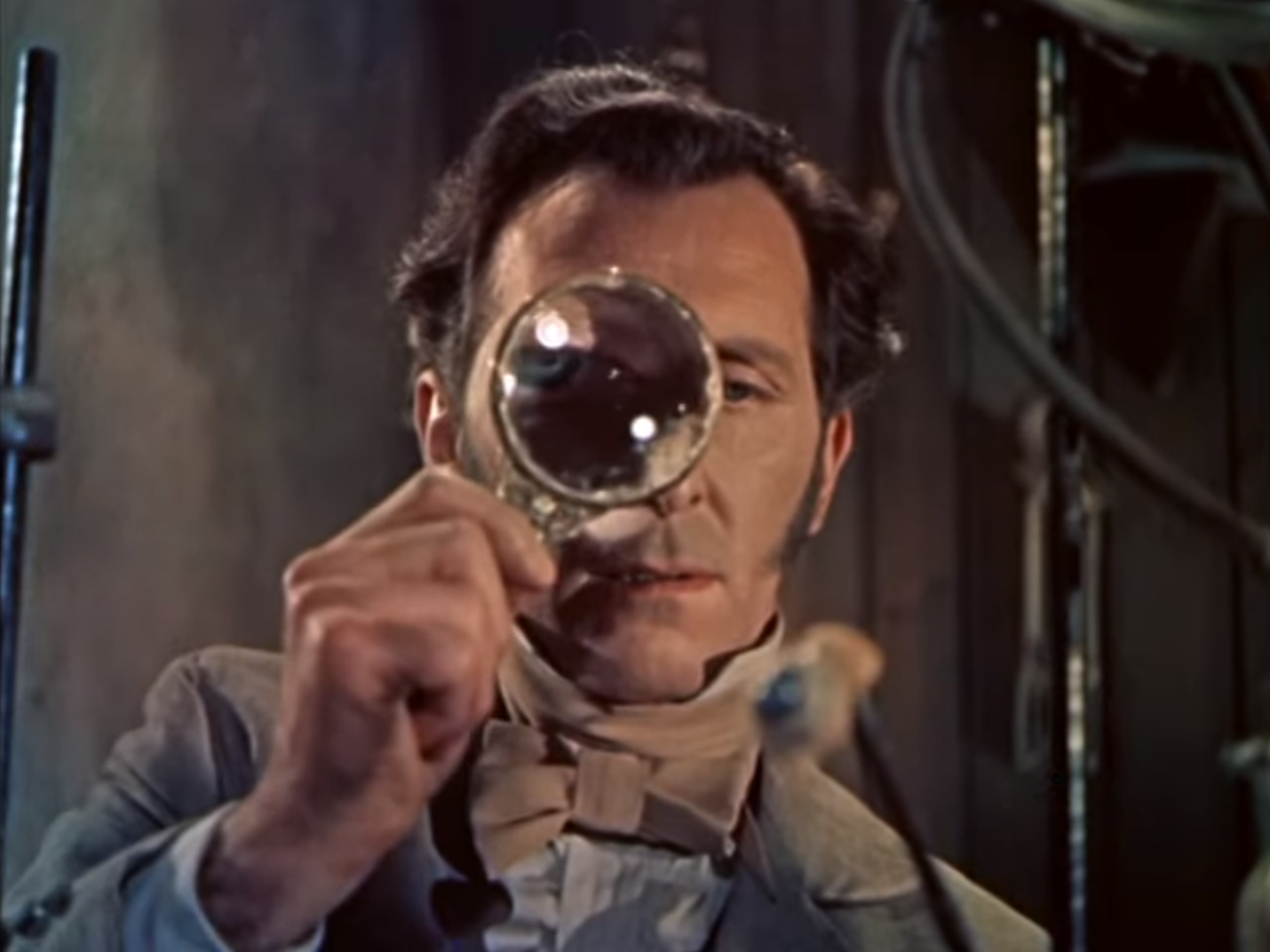
Peter Cushing nel ruolo di Victor Frankenstein ne La maschera di Frankenstein (1957)

Nella seconda metà degli anni cinquanta Cushing venne contattato dalla Hammer, piccola casa di produzione cinematografica in rapida ascesa, intenzionata a produrre una serie di film horror di ambientazione vittoriana. Grazie a queste pellicole l'attore ebbe l'occasione, nell'arco di soli tre anni, di interpretare alcuni dei personaggi più significativi della sua carriera. Nel 1957 rivestì il ruolo principale in La maschera di Frankenstein, prima delle molte pellicole dell'orrore realizzate dalla Hammer, che segnò l'inizio del fertile sodalizio di Cushing con il regista Terence Fisher e con il collega attore Christopher Lee. I tre lavorarono nuovamente insieme l'anno successivo, realizzando Dracula il vampiro (1958), una tra le più fortunate produzioni della casa inglese, che fece guadagnare a Fisher la fama di maestro dell'orrore ed elevò Cushing e Lee, grazie alle loro interpretazioni rispettivamente di Van Helsing e Dracula, ad icone dell'horror britannico. Il film fu anche una delle prime pellicole d'orrore inglesi ad avere grande successo negli Stati Uniti (rivaleggiando per fama e guadagni con il celeberrimo Dracula realizzato nel 1931 dalla Universal).

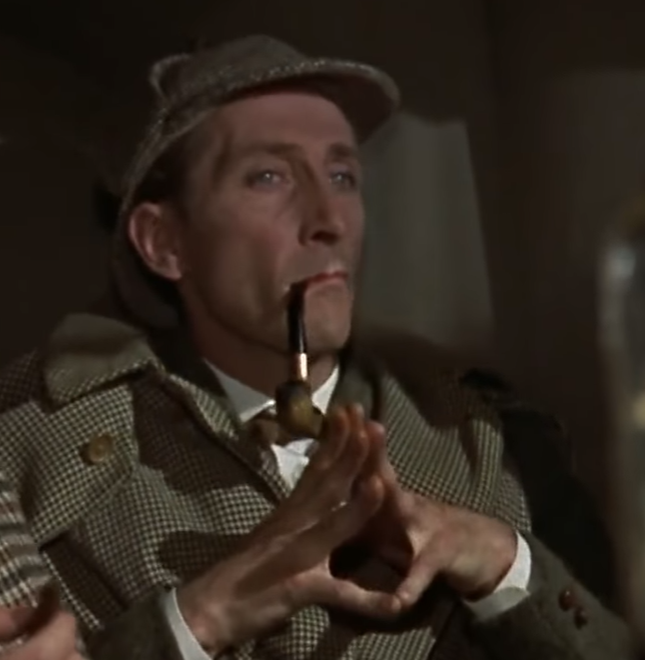
Peter Cushing nel ruolo di Sherlock Holmes ne La furia dei Baskerville (1959)

Nel 1959 Fisher, Cushing e Lee lavorarono assieme per la terza volta in La furia dei Baskerville, fortunata versione del celebre romanzo di Arthur Conan Doyle che offrì a Cushing l'opportunità di indossare i panni di Sherlock Holmes, rivelandosi come uno dei più amati ed azzeccati interpreti del personaggio. Negli anni successivi l'attore continuò a lavorare per la Hammer, riprendendo i personaggi storici: interpretò Victor Frankenstein in La vendetta di Frankenstein (1958), La maledizione dei Frankenstein (1967), Distruggete Frankenstein! (1969), Frankenstein e il mostro dell'inferno (1974), diretti da Fisher, e La rivolta di Frankenstein (1964) di Freddie Francis, ciclo di film, di qualità altalenante, in cui, a differenza delle pellicole della Universal, incentrate sulla creatura, l'attenzione viene spostata sullo scienziato. Il personaggio di Abraham Van Helsing ritornò in Le spose di Dracula (1960) e La leggenda dei 7 vampiri d'oro (1974), mentre nel dittico 1972: Dracula colpisce ancora! (1972) e I satanici riti di Dracula (1974) interpretò il suo discendente Lawrence/Lorrimer Van Helsing. Chiaramente ispirati a Van Helsing sono anche i personaggi di Von Spielsdorf e Gustav Weil interpretati in Vampiri amanti (1970) e Le figlie di Dracula (1971), trasposizione dei personaggi di Sheridan Le Fanu; al dottor Frankenstein si rifà invece il professor Emmanuel Hildern de Il terrore viene dalla pioggia (1973), diretto da Francis.

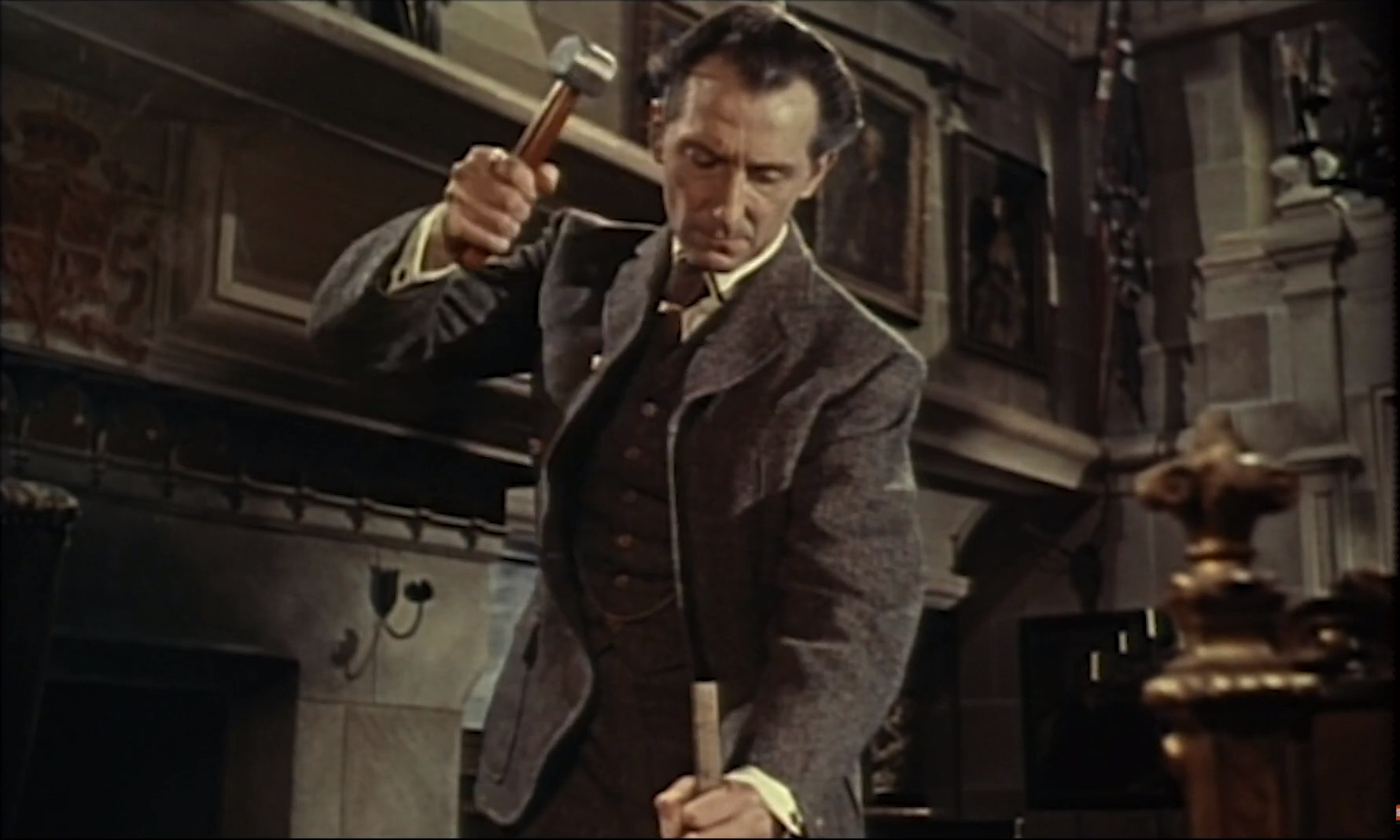
Peter Cushing nel ruolo di Abraham Van Helsing ne Le spose di Dracula (1960)

A metà degli anni sessanta Cushing interpretò prima il dottor Shock nel primo film omnibus della casa britannica Amicus Productions, Le cinque chiavi del terrore, e poi l'eccentrico primo Doctor Who in due film (Dr. Who and the Daleks e Daleks - Il futuro fra un milione di anni) basati su due avventure della serie televisiva Doctor Who. Cushing decise coscientemente di recitare questa parte di un personaggio amabile e familiare, nello sforzo di sfuggire alla sua immagine di attore horror. «Sono terribilmente stanco di sentirmi dire dai figli dei vicini: 'Mia madre dice che non vorrebbe incontrarti in una strada buia», disse in una intervista del 1966. Apparve anche nella serie cult Agente speciale e ancora nel suo seguito, Gli infallibili tre. Nel 1968 fu nuovamente Sherlock Holmes nella seconda e ultima stagione serie televisiva Sherlock Holmes (1964-1968) della BBC, sostituendo Douglas Wilmer che aveva interpretato il personaggio nell'episodio pilota e nella prima stagione.

### Ultimi anni
In seguito alla morte dell'amatissima moglie (avvenuta nel 1971) e al declino della Hammer, nel corso degli anni settanta Cushing ridusse la sua attività lavorativa, ma fu interprete in diverse pellicole dell'orrore prodotte dalla Tyburn Film Productions Limited, fondata dal figlio di Freddie Francis, Kevin. In un episodio di Spazio 1999 interpretò Raan, un antico alieno che ricorda lo shakespeariano Prospero. Nel 1977 partecipò al primo capitolo di Star Wars di George Lucas, nel ruolo dello spietato governatore Tarkin, appartenente alle forze dell'Impero Galattico. Nel 1984 tornò a indossare gli abiti di Sherlock Holmes nel film televisivo La maschera della morte. Del 1986 è la sua ultima interpretazione per il grande schermo: nel ruolo del colonnello William Raymond recitò in Avventura nel tempo. Stanco e malato, apparve in pubblico poche volte. Nel 1994 commentò per la BBC, accanto all'amico e collega di una vita Christopher Lee, Flesh and Blood, un documentario sulla Hammer Film Productions. Morì l'11 agosto dello stesso anno, a 81 anni, per un cancro alla prostata.

### Dopo la morte
Per la produzione del film Rogue One: A Star Wars Story (2016), prequel di Guerre stellari del 1977, viene riproposto il personaggio del governatore Tarkin, interpretato all'epoca da Cushing, ma essendo egli scomparso nel 1994, per la ricostruzione del suo volto si è utilizzato il CGI su quello dell'attore Guy Henry.
A prescindere dal risultato, ritenuto convincente dalla maggior parte del pubblico, la scelta di un'apparizione "postuma" è stata accolta con pareri discordanti dalla critica, interrogandosi sulle implicazioni etiche.

## Riconoscimenti
Due volte il Daily Mail National Television Award della televisione inglese negli anni cinquanta.
- British Academy Television Award per il miglior attore

## Filmografia

### Cinema
- La maschera di ferro (The Man in the Iron Mask), regia di James Whale (1939)
- Laddie, regia di Jack Hively (1940)
- Noi siamo le colonne (A Chump at Oxford), regia di Alfred J. Goulding (1940)
- Angeli della notte (Vigil in the Night), regia di George Stevens (1940)
- Women in War, regia di John H. Auer (1940)
- Quelli della Virginia (The Howards of Virginia), regia di Frank Lloyd (1940)
- Otto giorni di vita (They Dare Not Love), regia di James Whale (1941)
- Amleto (Hamlet), regia di Laurence Olivier (1948)
- Moulin Rouge, regia di John Huston (1952)
- Il cavaliere del mistero (The Black Knight), regia di Tay Garnett (1954)
- La fine dell'avventura (The End of the Affair), regia di Edward Dmytryk (1955)
- Fuoco magico (Magic Fire), regia di William Dieterle (1955)
- Alessandro il Grande (Alexander the Great), regia di Robert Rossen (1956)
- L'alibi dell'ultima ora (Time Without Pity), regia di Joseph Losey (1957)
- La maschera di Frankenstein (The Curse of Frankenstein), regia di Terence Fisher (1957)
- Il mostruoso uomo delle nevi (The Abominable Snowman), regia di Val Guest (1957)
- L'incendiario (Violent Playground), regia di Basil Dearden (1958)
- Dracula il vampiro (Dracula), regia di Terence Fisher (1958)
- La vendetta di Frankenstein (The Revenge of Frankenstein), regia di Terence Fisher (1958)
- La furia dei Baskerville (The Hound of the Baskerville), regia di Terence Fisher (1959)
- Il grande capitano (John Paul Jones), regia di John Farrow (1959)
- La mummia (The Mummy), regia di Terence Fisher (1959)
- Le jene di Edimburgo (The Flesh and the Fiends), regia di John Gilling (1959)
- La tragedia del Phoenix (Cone of Silence), regia di Charles Frend (1960)
- Le spose di Dracula (The Brides of Dracula), regia di Terence Fisher (1960)
- Suspect, regia di John Boulting, Roy Boulting (1960)
- Gli arcieri di Sherwood (The Sword of Sherwood Forest), regia di Terence Fisher (1960)
- Robin Hood della contea nera (The Hellfire Club), regia di Robert S. Baker, Monty Berman (1961)
- La baia dei pirati (Fury at Smugglers' Bay), regia di John Gilling (1961)
- Il dubbio (The Naked Edge), regia di Michael Anderson (1961)
- Cash on Demand, regia di Quentin Lawrence (1961)
- Gli spettri del capitano Clegg (Captain Clegg), regia di Peter Graham Scott (1962)
- L'uomo che morì tre volte (The Man Who Finally Died), regia di Quentin Lawrence (1963)
- La rivolta di Frankenstein (The Evil of Frankenstein), regia di Freddie Francis (1964)
- Lo sguardo che uccide (The Gorgon), regia di Terence Fisher (1964)
- Le cinque chiavi del terrore (Dr. Terror's House of Horrors), regia di Freddie Francis (1965)
- La dea della città perduta (She), regia di Robert Day (1965)
- Dr. Who and the Daleks, regia di Gordon Flemyng (1965)
- Il teschio maledetto (The Skull), regia di Freddie Francis (1965)
- Dracula, principe delle tenebre (Dracula: Prince of Darkness), regia di Terence Fisher (1966)
- S.O.S. i mostri uccidono ancora (Island of Terror), regia di Terence Fisher (1966)
- Daleks - Il futuro fra un milione di anni (Daleks' Invasion Earth: 2150 A.D.), regia di Gordon Flemyng (1966)
- La maledizione dei Frankenstein (Frankenstein Created Woman), regia di Terence Fisher (1967)
- Demoni di fuoco (Night of the Big Heat), regia di Terence Fisher (1967)
- Some May Live, regia di Vernon Sewell (1967)
- Il giardino delle torture (Torture Garden), regia di Freddie Francis (1967)
- Mostro di sangue (The Blood Beast Terror), regia di Vernon Sewell (1968)
- L'ossessione del mostro (Corruption), regia di Robert Hartford-Davis (1968)
- Distruggete Frankenstein! (Frankenstein Must Be Destroyed), regia di Terence Fisher (1969)
- Terrore e terrore (Scream and Scream Again), regia di Gordon Hessler (1970)
- Controfigura per un delitto (One More Time), regia di Jerry Lewis (1970)
- Vampiri amanti (The Vampire Lovers), regia di Roy Ward Baker (1970)
- La casa che grondava sangue (The House That Dripped Blood), regia di Peter Duffell (1971)
- Incense for the Damned, regia di Robert Hartford-Davis (1971)
- Le figlie di Dracula (Twins of Evil), regia di John Hough (1971)
- La vera storia del dottor Jekyll (I, Monster), regia di Stephen Weeks (1971)
- Racconti dalla tomba (Tales from the Crypt), regia di Freddie Francis (1972)
- 1972: Dracula colpisce ancora! (Dracula A.D.), regia di Alan Gibson (1972)
- Frustrazione (Dr. Phibes Rises Again), regia di Robert Fuest (1972)
- La morte dietro il cancello (Asylum), regia di Roy Ward Baker (1972)
- Paura nella notte (Fear in the Night), regia di Jimmy Sangster (1972)
- Horror Express (Pánico en el Transiberiano), regia di Eugenio Martín (1972)
- Il terrore viene dalla pioggia (The Creeping Flesh), regia di Freddie Francis (1973)
- Il cervello dei morti viventi (Nothing but the Night), regia di Peter Sasdy (1973)
- La maledizione (And Now the Screaming Starts!), regia di Roy Ward Baker (1973)
- I satanici riti di Dracula (The Satanic Rites of Dracula), regia di Alan Gibson (1973)
- La bottega che vendeva la morte (From Beyond the Grave), regia di Kevin Connor (1974)
- Madhouse, regia di Jim Clark (1974)
- La notte del licantropo (The Beast Must Die), regia di Paul Annett (1974)
- Frankenstein e il mostro dell'inferno (Frankenstein and the Monster from Hell), regia di Terence Fisher (1974)
- La leggenda dei sette vampiri d'oro (The Legend of the Seven Golden Vampires), regia di Roy Ward Baker (1974)
- Tender Dracula, regia di Pierre Grunstein (1974)
- Un killer di nome Shatter (Shatter), regia di Michael Carreras, Monte Hellman (1974)
- Legend of the Werewolf, regia di Freddie Francis (1975)
- The Ghoul, regia di Freddie Francis (1975)
- Tempi brutti per Scotland Yard (Trial by Combat), regia di Kevin Connor (1976)
- Centro della Terra: continente sconosciuto (At the Earth's Core), regia di Kevin Connor (1976)
- La valle del Minotauro (Land of the Minotaur), regia di Kostas Karagiannis (1976)
- Guerre stellari (Star Wars), regia di George Lucas (1977)
- L'occhio nel triangolo (Shock Waves), regia di Ken Wiederhorn (1977)
- Artigli (The Uncanny), regia di Denis Héroux (1977)
- Die Standarte, regia di Ottokar Runze (1977)
- Son of Hitler, regia di Rod Amateau (1978)
- Avventura araba (Arabian Adventure), regia di Kevin Connor (1979)
- Il tesoro dell'isola misteriosa (Misterio en la isla de los monstruos), regia di Juan Piquer Simón (1981)
- Black Jack, regia di Max H. Boulois (1981)
- La casa delle ombre lunghe (House of the Long Shadows), regia di Pete Walker (1983)
- Sword of the Valiant: The Legend of Sir Gawain and the Green Knight, regia di Stephen Weeks (1984)
- Top Secret!, regia di Jim Abrahams, David Zucker (1984)
- Avventura nel tempo (Biggles), regia di John Hough (1986)
- A Touch of the Sun, regia di Peter Curran (1996)

### Televisione
- When We Are Married – film TV (1951)
- BBC Sunday - Night Theatre – serie TV, 13 episodi (1951-1957)
- Pride and Prejudice – miniserie TV (1952)
- If This Be Error – film TV (1952)
- Asmodée – film TV (1952)
- The Silver Swan – serie TV, 1 episodio (1952)
- Epitaph for a Spy – miniserie TV (1953)
- Wednesday Theatre – serie TV, episodio "A Social Success" (1953)
- Rookery Nook – film TV (1953)
- The Noble Spaniard – film TV (1953)
- The Face of Love – film TV (1954)
- 1984 - BBC Live TV Productions – film TV (1954)
- The Browning Version – film TV (1955)
- Richard of Bordeaux – film TV (1955)
- Home at Seven – film TV (1957)
- The Winslow Boy – film TV (1958)
- Uncle Harry – film TV (1958)
- Drama 61-67 – serie TV, un episodio (1962)
- The Spread of the Eagle – miniserie TV (1963)
- Comedy Playhouse – serie TV, un episodio 3x06 (1963)
- Story Parade – serie TV, un episodio (1964)
- Thirty-Minute Theatre – serie TV, episodio 1x05 (1965)
- Agente speciale (The Avengers) – serie TV, episodio 5x17 (1967)
- Sherlock Holmes – serie TV, 16 episodi (1968)
- I misteri di Orson Welles (Great Mysteries) – serie TV, episodio 1x04 (1963)
- The Zoo Gang – serie TV, episodio 1x05 (1974)
- Spazio 1999 (Space: 1999) – serie TV, episodio 1x07 (1976)
- Gli infallibili tre (The New Avengers) – serie TV, episodio 1x01 (1976)
- Il grande Houdini (The Great Houdini) – film TV (1976)
- Le due città (A Tale of Two Cities) – film TV (1980)
- Racconti del brivido (Hammer House of Horror) – serie TV, episodio 1x07 (1980)
- Il brivido dell'imprevisto (Tales of the Unexpected) – serie TV, episodio 6x08 (1983)
- Helen Keller: The Miracle Continues – film TV (1984)
- La maschera della morte (The Masks of Death), regia di Roy Ward Baker – film TV (1984)

### Cortometraggi
- The Hidden Master, regia di Sammy Lee (1940)
- Dreams, regia di Felix E. Feist (1940)
- It Might Be You, regia di Michael Gordon (1946)

## Doppiatori italiani
In italiano, Peter Cushing è stato doppiato da:
- Nando Gazzolo in Alessandro il Grande, La vendetta di Frankenstein, La furia dei Baskerville, La mummia, Le spose di Dracula, Lo sguardo che uccide
- Emilio Cigoli ne La fine dell'avventura, Gli arcieri di Sherwood, La baia dei pirati
- Bruno Persa ne Le cinque chiavi del terrore, La dea della città perduta, Il teschio maledetto
- Renato Turi ne L'alibi dell'ultima ora, Il grande capitano
- Gianfranco Bellini ne Il dubbio, Centro della Terra: continente sconosciuto
- Adriano Micantoni in S.O.S. i mostri uccidono ancora, Il cervello dei morti viventi
- Gianni Bonagura ne Le figlie di Dracula, La maschera della morte
- Roberto Villa ne La vera storia del dottor Jekyll, Il terrore viene dalla pioggia
- Stefano Sibaldi in Amleto
- Giulio Panicali in Moulin Rouge
- Olinto Cristina ne Il cavaliere del mistero
- Pino Locchi in Fuoco magico
- Gualtiero De Angelis ne La maschera di Frankenstein
- Arnoldo Foà ne Il mostruoso uomo delle nevi
- Augusto Marcacci in Dracula il vampiro
- Giorgio Piazza ne L'uomo che morì tre volte
- Giampiero Albertini in Terrore e terrore
- Arturo Dominici in Vampiri amanti
- Manlio De Angelis ne La casa che grondava sangue
- Gianni Musy in 1972: Dracula colpisce ancora!
- Sergio Rossi ne La morte dietro il cancello
- Pier Luigi Zollo in Horror Express
- Nino Dal Fabbro ne I satanici riti di Dracula
- Mario Milita ne La notte del licantropo
- Rino Bolognesi in Frankenstein e il mostro dell'inferno
- Gino Donato ne La leggenda dei 7 vampiri d'oro
- Luciano De Ambrosis in Un killer di nome Shatter
- Glauco Mauri in Guerre stellari
- Alberto Lionello ne L'occhio nel triangolo
- Diego Michelotti ne La casa delle ombre lunghe
- Walter Maestosi in Avventura nel tempo